# Black Brook (River Yarrow)
Der Black Brook ist ein Wasserlauf in Lancashire, England. Er entsteht nordöstlich von Great Knowley und fließt in südlicher Richtung bis zu seiner Mündung in den River Yarrow nahe der Yarrow Bridge im Süden von Chorley.